# Cantone di Solignac-sur-Loire
Il Cantone di Solignac-sur-Loire era una divisione amministrativa dell'Arrondissement di Le Puy-en-Velay.
A seguito della riforma approvata con decreto del 17 febbraio 2014, che ha avuto attuazione dopo le elezioni dipartimentali del 2015, è stato soppresso.

## Composizione
Comprendeva 5 comuni:
- Bains
- Le Brignon
- Cussac-sur-Loire
- Saint-Christophe-sur-Dolaison
- Solignac-sur-Loire